# Batracomorphus jove
Batracomorphus jove är en insektsart som beskrevs av Knight 1983. Batracomorphus jove ingår i släktet Batracomorphus och familjen dvärgstritar. Inga underarter finns listade i Catalogue of Life.